# 石橋彦三郎
石橋 彦三郎（いしばし ひこさぶろう、1855年〈安政2年5月〉または1862年8月11日（文久2年7月16日） - 1938年または1939年）は、日本の実業家。滋賀県出身であるが、北海道に渡って「丸ヨ石橋彦三郎商店」の屋号で醤油醸造を手がけ、道内でトップ、日本でも「醤油御三家」に数えられる生産高の事業に育てた。

## 来歴
後の滋賀県犬上郡彦根町（現・彦根市）に生まれる。出生当時の名前は「捨治郎」もしくは「捨次郎」。彦治の五男であった。
兄の先代・彦三郎は彦根藩が幕末に北海道日高国沙流に藩士を駐在させる際に御用商人として箱館で米穀荒物商を開き、1871年（明治4年）に小樽に店舗を移した。先代・彦三郎は海産物を江戸に運ぶ事業もおこなったとされる。捨次（治）郎は兄を助けるために渡道した。しかし兄が死去したことで家督を相続して「彦三郎」を襲名した。渡道後に醤油醸造業を開き、事業を発展させた。北海道は良質な大豆や大麦が豊富で、これを原料に醤油に作れば利益を生んで本州方面からの移入も防げるという判断が転業の理由とされる。篠崎恒夫は、これに加えて、従来の事業だった呉服太物等の商売が明治20年代には本州資本の大手商社との競合に巻き込まれ、同業の在道近江商人が逼塞したことを指摘している。醤油醸造を始めるにあたり、技術を持つ人材として雇ったのが、後に北の誉酒造の創業者となる野口吉次郎である。この際彦三郎は、醤油事業のことをすべて任せる代わりに、3年間は生活費以外は無給という条件を示したとされる。また、道内で貸し付けられた土地に農場を開き、開墾した土地で水稲耕作を推進した。
実業での功績により、1913年7月6日に「産業功労者」として緑綬褒章を、さらに寄付行為の功績から1925年10月10日に紺綬褒章を、それぞれ受章した。寄付は、日露戦争時の戦費をはじめ、済生会や病院建設、水道敷設などに対しておこなった。また、郷里の彦根に彦根高等商業学校の開学が決まると2万円を寄付している。
『滋賀県名士録』によると彦根町長を務めたことがあり、ゴシップ的内容を含む『彦根町政秘史』（赤井安正、近江実業社、1927年）によれば、在任は1917年7月9日から1918年3月2日までで、実業界の実力者という嘱望と自身の政治的野心から就任したものの、トラブルから意欲をなくして辞職した。一方『小樽の人と名勝』（1931年）は、「名誉町長を承諾したるに過ぎぬ」と記す。
後には近江貯蓄銀行（1934年1月28日退任）、百三十三銀行（現・滋賀銀行）の各監査役を務めた。
「丸ヨ石橋彦三郎商店」は、小樽での事業を任されていた二人の娘婿が相次いで死去し、以降は支配人による事業運営となったが、本州企業によるシェアの浸食や戦時統制での生産縮小などで業績が悪化して、戦後に旭川市の川島醤油との企業合同により北海道醤油に発展的に解消した。

## 人物
1936年の書籍に掲載されたインタビューでは「私は欧州戦後の時でも決して投機的なことは絶対にしなかった、平時と同様に地みち（原文ママ）にやって来ました。無理なことをして金を儲けることはどうも私は好みませんのでな。」と述べている。

## 家族
出典は『人事興信録』第8版および『近江人要覧』。長女と次女はいずれも夫を迎えて分家した。娘の名前は、『近江人要覧』では「子」を付けている。
- 妻：同郷の小堀留次郎の姉[3]。
- 長女：千代（子）（1882年6月 - ?）
- 次女：順（子）（1892年7月 - ?）
- 長男：彦一郎（1894年4月 - ?） - 1928年時点で4人の子息（彦三郎の孫）がいた[2]。

## 関連建築
彦根市芹町に2012年に彦根市に寄付された旧宅（旧石橋家住宅西主屋）が残り、国の登録有形文化財に登録されている。
また、小樽市内に残る「旧丸ヨ石橋別邸洋館」は、大正年間に彦三郎が娘夫妻の居宅として建てた建築の一部である。